# Anna Zielińska-Elliott
Anna Zielińska-Elliott (ur. 8 grudnia 1963) – polska tłumaczka literatury japońskiej, głównie Harukiego Murakamiego, ale także Yukio Mishimy, Banany Yoshimoto i Akiry Yoshimury.
Dorastała w Warszawie. Studiowała japonistykę na Uniwersytecie Warszawskim, a potem na Tokijskim Uniwersytecie Studiów Międzynarodowych (ang. Tokyo University of Foreign Studies, jap. 東京外国語大学 Tōkyō Gaikokugo Daigaku, Tokijski Uniwersytet Języków Obcych).
W czasie pobytu w Japonii zetknęła się z twórczością Murakamiego. Po raz pierwszy zaprezentowała jego twórczość polskim czytelnikom przetłumaczoną w 1995 roku Przygodą z owcą. Przetłumaczyła także inne książki tego autora: Norwegian Wood, Tańcz, tańcz, tańcz, Kronika ptaka nakręcacza, Kafka nad morzem, Po zmierzchu, trzy zbiory opowiadań oraz trzy tomy 1Q84. 
Obecnie mieszka w Stanach Zjednoczonych, gdzie uczy języka japońskiego. Współpracuje z wydawnictwem Muza.
Od kwietnia 2013 prowadzi blog poświęcony tłumaczeniu najnowszej powieści Harukiego Murakamiego.